# حزب وين
حزب "وين" كان حزبًا سياسيًا صغيرًا في نيوزيلندا. تأسس على يد مجموعة من أصحاب الحانات والمطاعم الذين اعترضوا على حظر الحكومة التدخين في الحانات والمطاعم، والذي تم إدخاله في كانون الأول 2004. كان شعار حزب "وين" هو "حرية الاختيار"، وقال الحزب إنه يكافح اتجاهًا متزايدًا يتم فيه إخبار "متوسط الكيوي … بما يمكنه وما لا يمكنه فعله". وفقًا لقادة الحزب كان معارضة حظر التدخين هو المطلب الأساسي للحزب في حملته، ولكن تم أيضًا الاهتمام بالقضايا الأخرى ذات الصلة.
كان زعيم حزب "وين" جون فان بورين [الإنجليزية]، وهو صاحب حانة من منطقة بنك شبه الجزيرة [الإنجليزية]. كان جيف مولفيهيل، وهو صاحب حانة من تيمارو [الإنجليزية]، نائب الزعيم. واتهمت وزارة الصحة كلا من فان بورين ومولفيهيل بعدم فرض حظر التدخين، كما هو مطلوب بموجب القانون. مولفيهيل معروف بدعمه لحرية الاختيار لرواده، حيث سبق أن خسر رخصة الخمور الخاصة به لتشغيلها على مدار الساعة قبل تشريع التجارة على مدار 24 ساعة. 
حصل الحزب على التسجيل الرسمي، لكنه اختار عدم إشراك المرشحين في انتخابات عام 2005. بدلاً من ذلك، أيد حزب "المستقبل المتحد (United Future)" الأكبر. ووقَف فان بورين كمرشح في قائمة حزب "المستقبل المتحد"، حيث تم تصنيفه في المرتبة 55 من أصل 57. حيث حصل حزب "المستقبل المتحد" على ثلاثة مقاعد فقط في البرلمان في تلك الانتخابات، و لم يتم انتخاب فان بورين.
نشر الحزب نتائج استطلاع رأي أظهر أنه بينما عانت الحانات في المدينة من القليل من الأضرار بسبب حظر اختيار الزبائن التدخين، فقد تعرضت المنشآت في الضواحي والريف لأضرار شديدة. تم إلغاء تسجيل حزب "وين" في أغسطس 2006.